# Namukulu
Namukulu er en af de mindste landsbyer i Niue, som ligger ca. 5 km fra Alofi og mellem landsbyerne Tuapa og Makefu.